# Bisdom Abaetetuba
Het bisdom Abaetetuba (Latijn: Dioecesis Abaëtetubensis) is een rooms-katholiek bisdom met als zetel Abaetetuba, in Brazilië. Het bisdom is suffragaan aan het aartsbisdom Belém do Pará.

## Geschiedenis
Het bisdom werd opgericht op 25 november 1961 als de territoriale prelatuur Abaeté do Tocantins, uit delen van het aartsbisdom Belém do Pará. Op 4 augustus 1981 werd het verheven tot bisdom en hernoemd naar de huidige naam  bisdom Abaetetuba.

## Parochies
Het bisdom had in 2022 een oppervlakte van 28.266 km2 en telde 669.878 inwoners waarvan 49,9% rooms-katholiek was.

## Bisschoppen
- João Gazza (12 november 1962 - 19 september 1966)
- Angelo Frosi (2 februari 1970 - 28 juni 1995)
- Flávio Giovenale (8 oktober 1997 - 19 september 2012)
- José Maria Chaves dos Reis (3 juli 2013 - heden)

Belém do Pará (aartsbisdom) · Abaetetuba · Bragança do Pará · Cametá · Castanhal · Macapá · Marabá · Marajó (territoriale prelatuur) · Ponta de Pedras · Santíssima Conceição do Araguaia